# Monpardiac
Monpardiac (gaskognisch Montpardiac) ist eine französische Gemeinde mit 38 Einwohnern (Stand 1. Januar 2022) im Département Gers in der Region Okzitanien (bis 2015 Midi-Pyrénées); sie gehört zum Arrondissement Mirande und zum Gemeindeverband Bastides et Vallons du Gers. Die Bewohner nennen sich Monpardiacais/Monpardiacaises.

## Geografie
Monpardiac liegt rund 14 Kilometer südwestlich von Mirande und 29 Kilometer nordöstlich von Tarbes im Süden des Départements Gers. Die Gemeinde besteht aus Weilern, zahlreichen Streusiedlungen und Einzelgehöften.
Nachbargemeinden sind Tillac im Norden, Nordosten und Osten, Aux-Aussat im Süden sowie Troncens im Südwesten, Westen und Nordwesten.

## Bevölkerungsentwicklung
| Jahr                       | 1793 | 1846 | 1962 | 1968 | 1975 | 1982 | 1990 | 1999 | 2006 | 2011 | 2016 |
| Einwohner                  | 125  | 194  | 70   | 60   | 51   | 43   | 39   | 33   | 37   | 45   | 45   |
| Quellen: Cassini und INSEE |      |      |      |      |      |      |      |      |      |      |      |